# ジャパンパン〜日本全国地元化計画〜
『ジャパンパン〜日本全国地元化計画〜』（ジャパンパン にほんぜんこくじもとかけいかく）は、C&Kの5枚目のシングル。発売元はユニバーサルミュージック。(UPCH-80272)

## 解説
- 前作『僕の天使』から約10ヶ月振りのシングル。
- TBS系テレビ「有田とマツコと男と女」４月～6月度エンディングテーマ
- DVDには、「ジャパンパン〜日本全国地元化計画〜」のPV[2]とメイキングを収録。[1]

## 収録曲

### CD
1. ジャパンパン〜日本全国地元化計画〜(動画)
2. みんなのうた
3. ぼくのとなりにいてくれませんか? Piano version (ガリゲル音楽祭 おとあい 2010.2.12 なんばHatch)
2010年2月12日になんばHatchで行なわれた「ガリゲル音楽祭 おとあい」でのライブ音源が収録されている。
4. ジャパンパン〜日本全国地元化計画〜 (Instrumental)

### DVD
1. ジャパンパン〜日本全国地元化計画〜 MUSIC VIDEO & MAKING